# Fiat Doblò

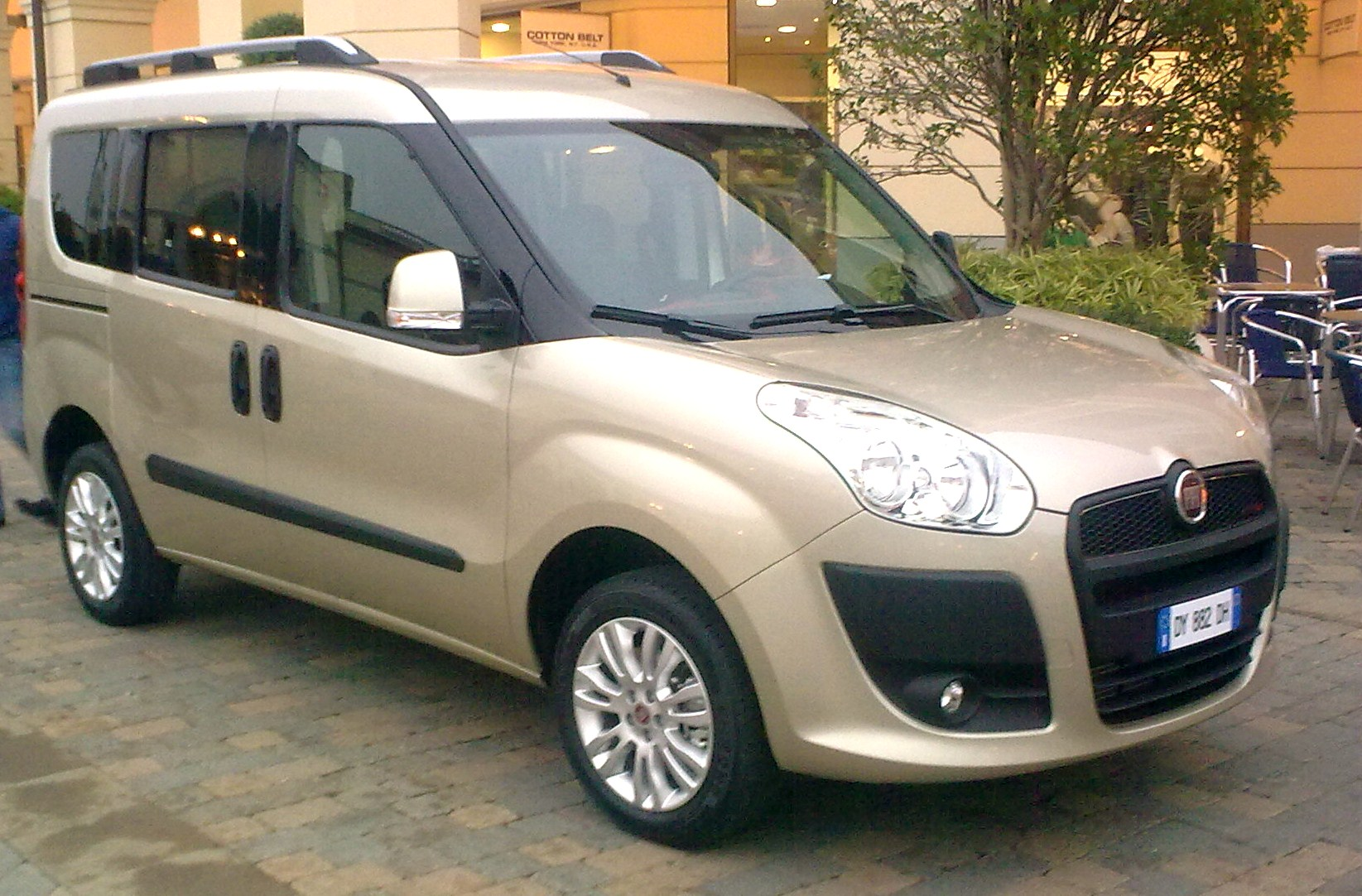
Fiat Doblò (tweede generatie)

De Fiat Doblò is een bestelwagen van de Italiaanse autofabrikant Fiat, die sinds 2000 aangeboden wordt. De eerste twee generaties werden bij Tofaş in Bursa (Turkije) gebouwd. De Doblò is er ook als ludospace en pick-up. In 2006 en 2011 werd Doblò Cargo verkozen tot Bestelauto van het Jaar.
Doblò is de Italiaanse benaming van de Spaanse goudmunt dubloen, deze sluit geheel aan bij de gewoonte van Fiat om hun bedrijfswagenmodellen te vernoemen naar oude munten, zoals de Fiat Ducato (dukaat), Fiat Talento (talent), Fiat Penny (penning), Fiat Fiorino (florijn), Fiat Marengo (napoleon) en Fiat Scudo (scudo).

## Eerste generatie (2000-2017)
De Doblò, gepresenteerd in het najaar van 2000, verving het Fiorino-model in het assortiment van Fiat. De verkoop van de eerste Doblò begon in januari 2001 in de uitrustingsvarianten S, SX en ELX en als gesloten bestelbusvariant met de naam Doblò Cargo.
In 2004 volgde een zevenzits uitvoering die als Doblò Family verkocht werd. Achter in de auto was een extra tweezits achterbank gemonteerd die zich eventueel liet omklappen of geheel verwijderen. Ook werd een 1.3 JTD 16v Multijet dieselmotor toegevoegd, goed voor een maximum vermogen van 70 pk bij 4000 tpm, het maximum koppel bedroeg 184 Nm bij 1750 tpm. De maximumsnelheid bedroeg 145 km/u. Het gemiddelde brandstofverbruik lag op 5,5 l/100 km. De 1.9 JTD werd nog sterker. Het maximum vermogen steeg met 5 pk naar 105 pk, het maximum koppel bedroeg 205 Nm bij 1750 tpm. De benzinemotoren bleven ongewijzigd. Verder kreeg de Doblò een vernieuwd dashboard, voortaan met een donkergrijze bovenkant en een helderblauwe onderkant een ook de grafische lay-out van de instrumenten werd gewijzigd. Bovendien was er een display voor de boordcomputer opgenomen. Aan de standaarduitrusting werden zij-airbags toegevoegd.

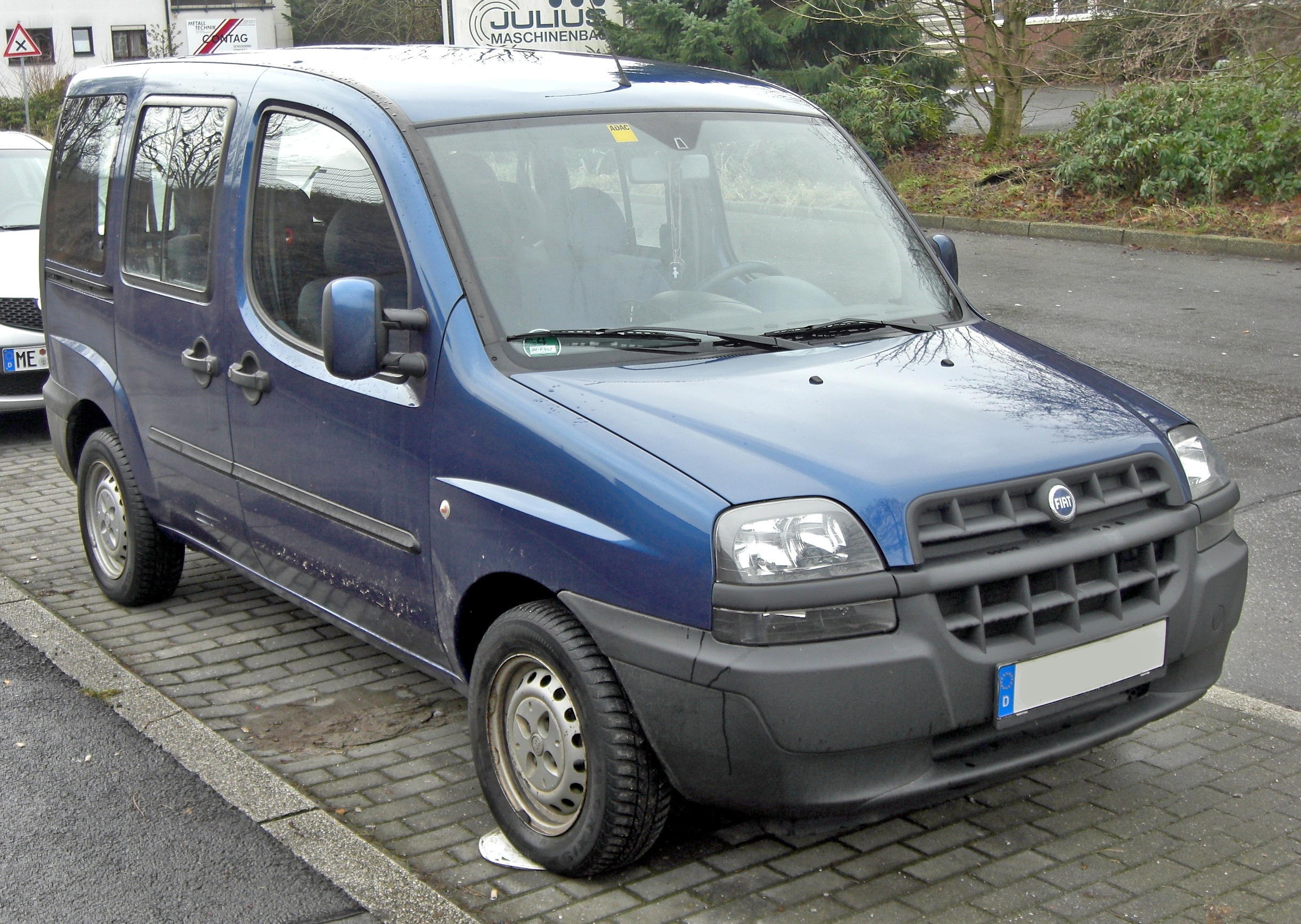
Fiat Doblò
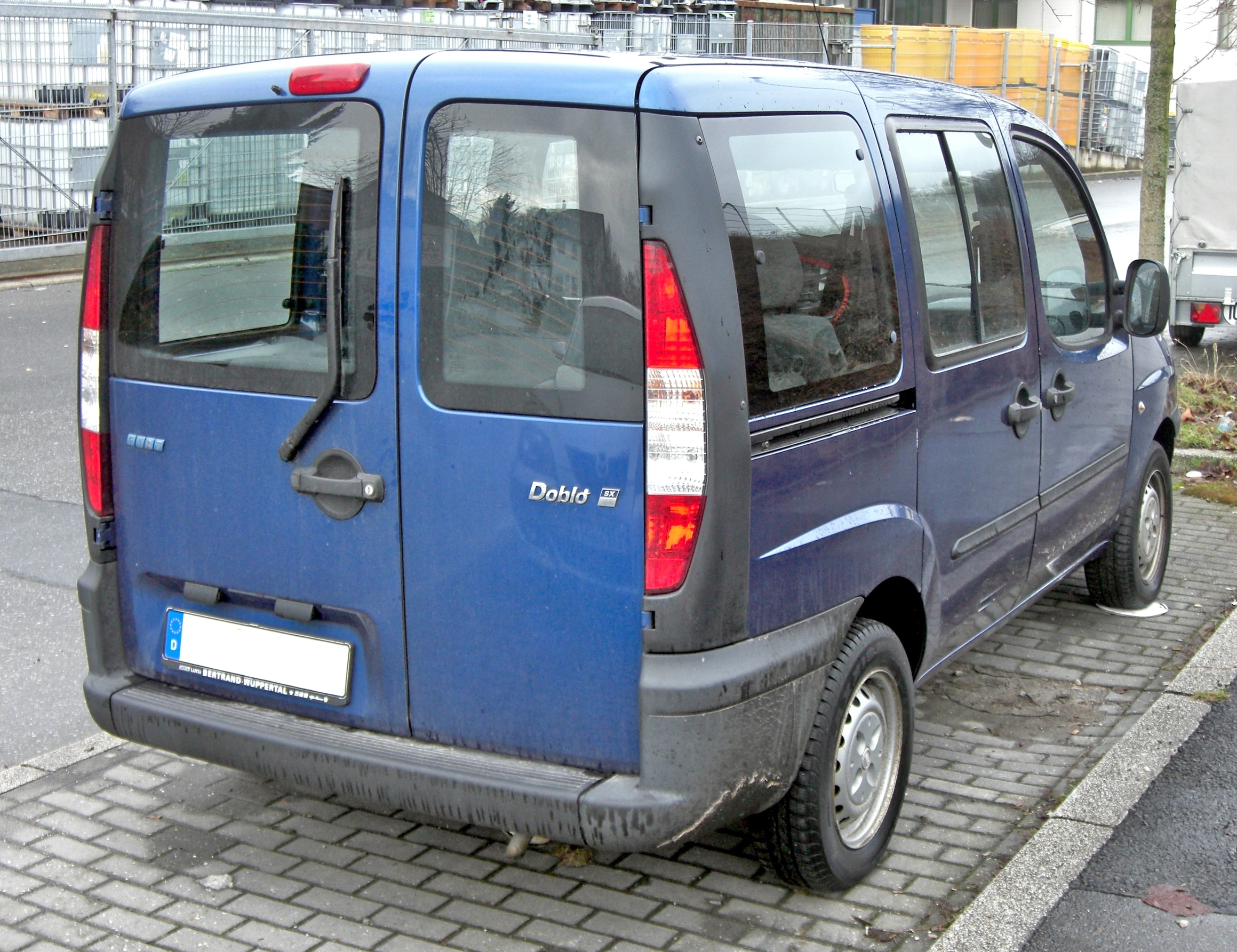
Fiat Doblò, achteraanzicht
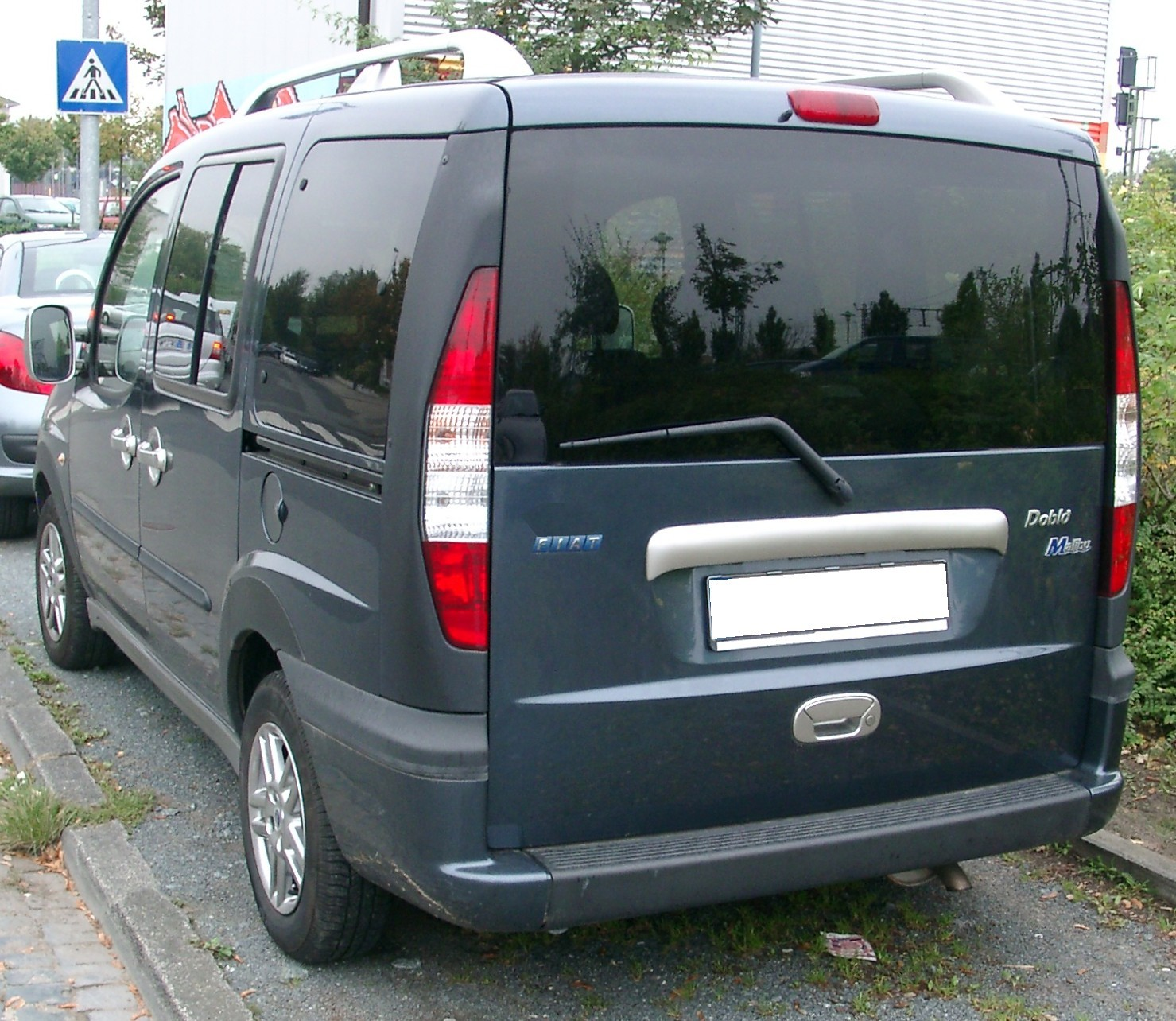
Fiat Doblò, personenuitvoering

### Facelift 2005
In 2005 volgde een facelift waarbij met name de voorkant onder handen genomen werd. De personenautoversie van de Doblò kreeg dezelfde uiterlijke wijzigingen mee als de besteller. Ook werd de bestelwagenversie optioneel verkrijgbaar met verlengde wielbasis. Deze Maxi had een bagageruimte met een lengte van 2,06 meter. Het laadvolume was 3,8 kubieke meter. Het motorenaanbod bestond vanaf dat moment uit een 1,4 liter benzinemotor met 77 pk en een 1,6 liter met 103 pk die ook leverbaar was op aardgas en dan 92 pk leverde. De diesels waren een 1,3 liter Multijet met 75 pk en een 1,9 liter Multijet met 105 pk.
Sinds december 2002 wordt de Fiat Doblò I ook in Korea geproduceerd als Pyeonghwa Ppeokkugi.

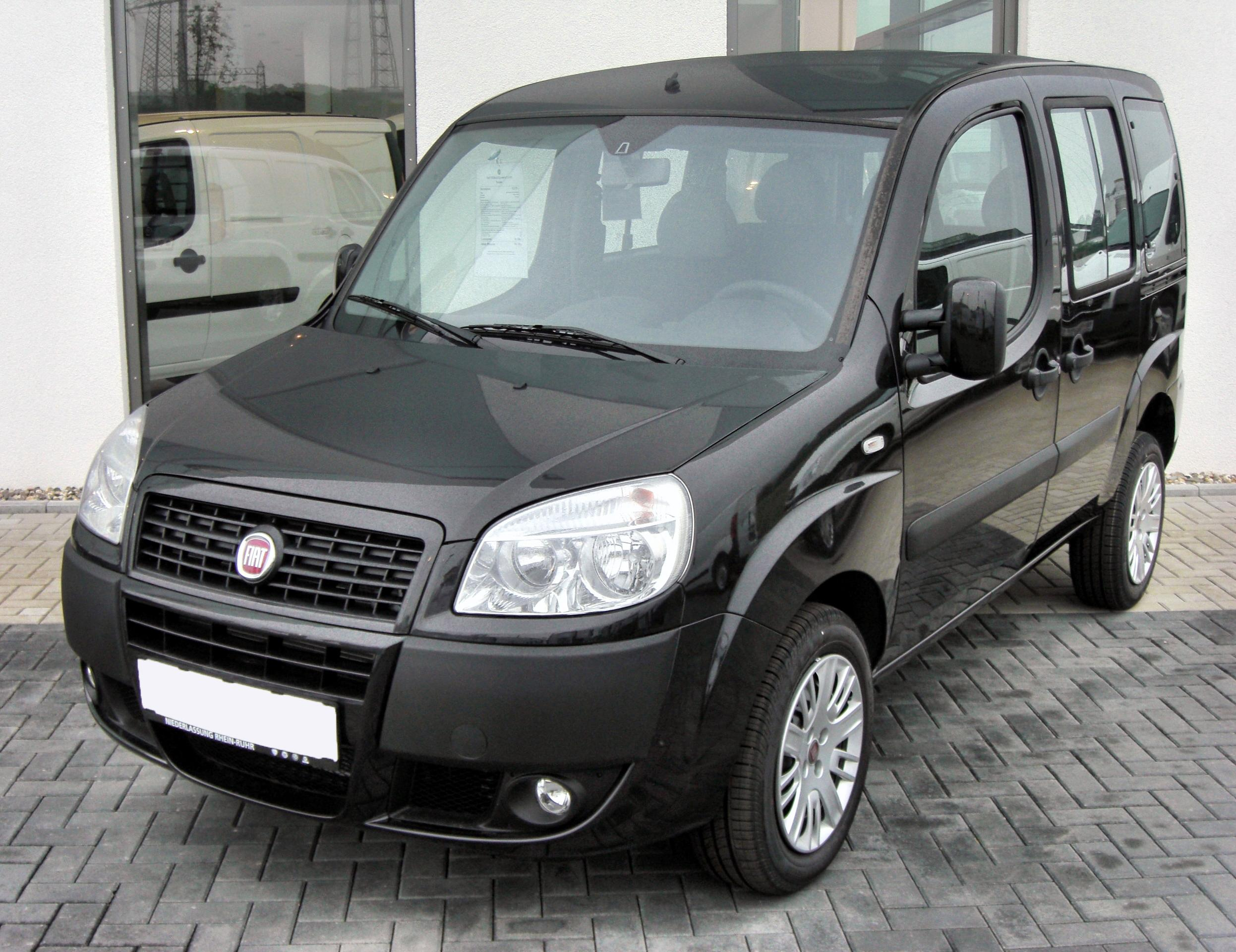
post-facelift Fiat Doblò
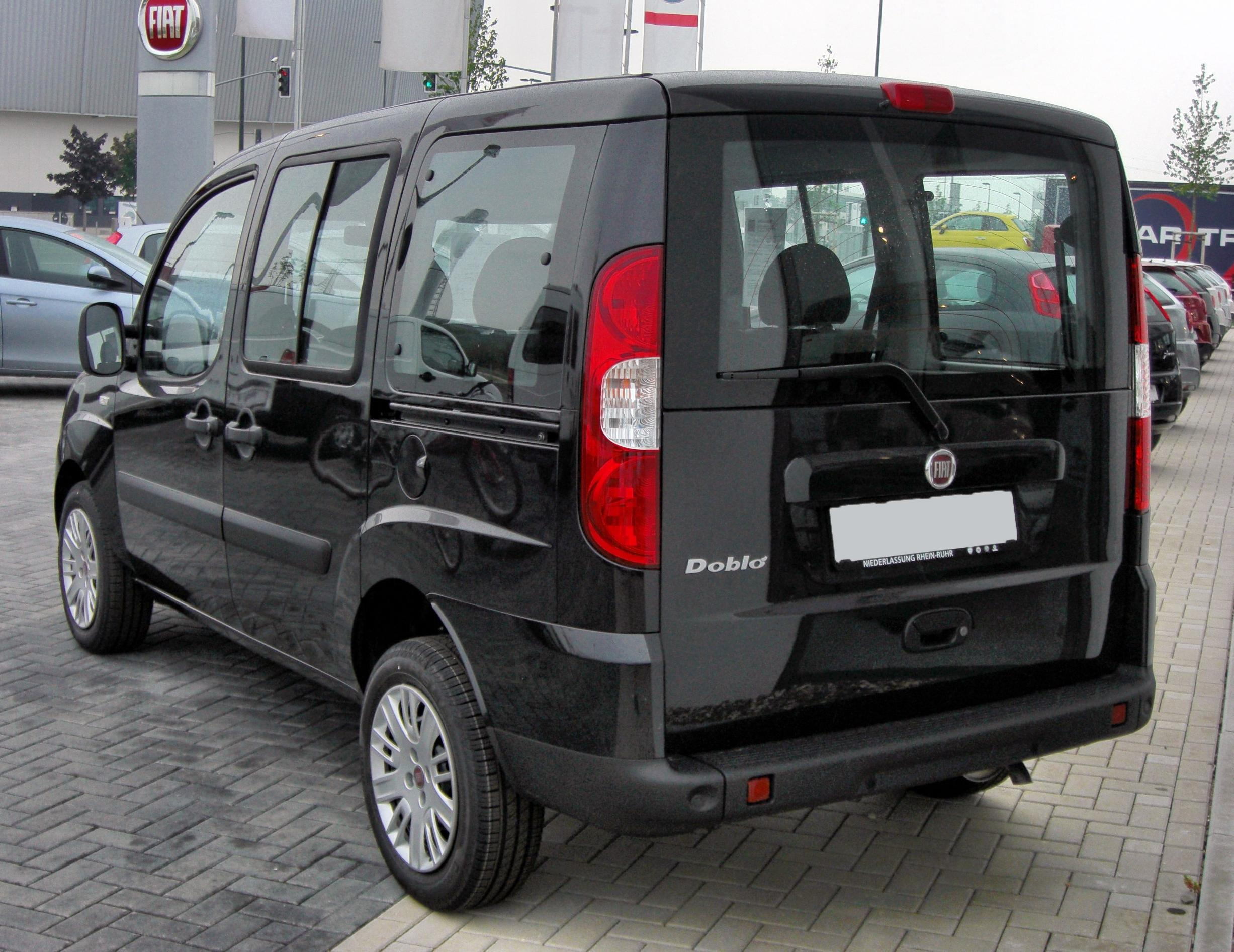
post-facelift Fiat Doblò, achteraanzicht
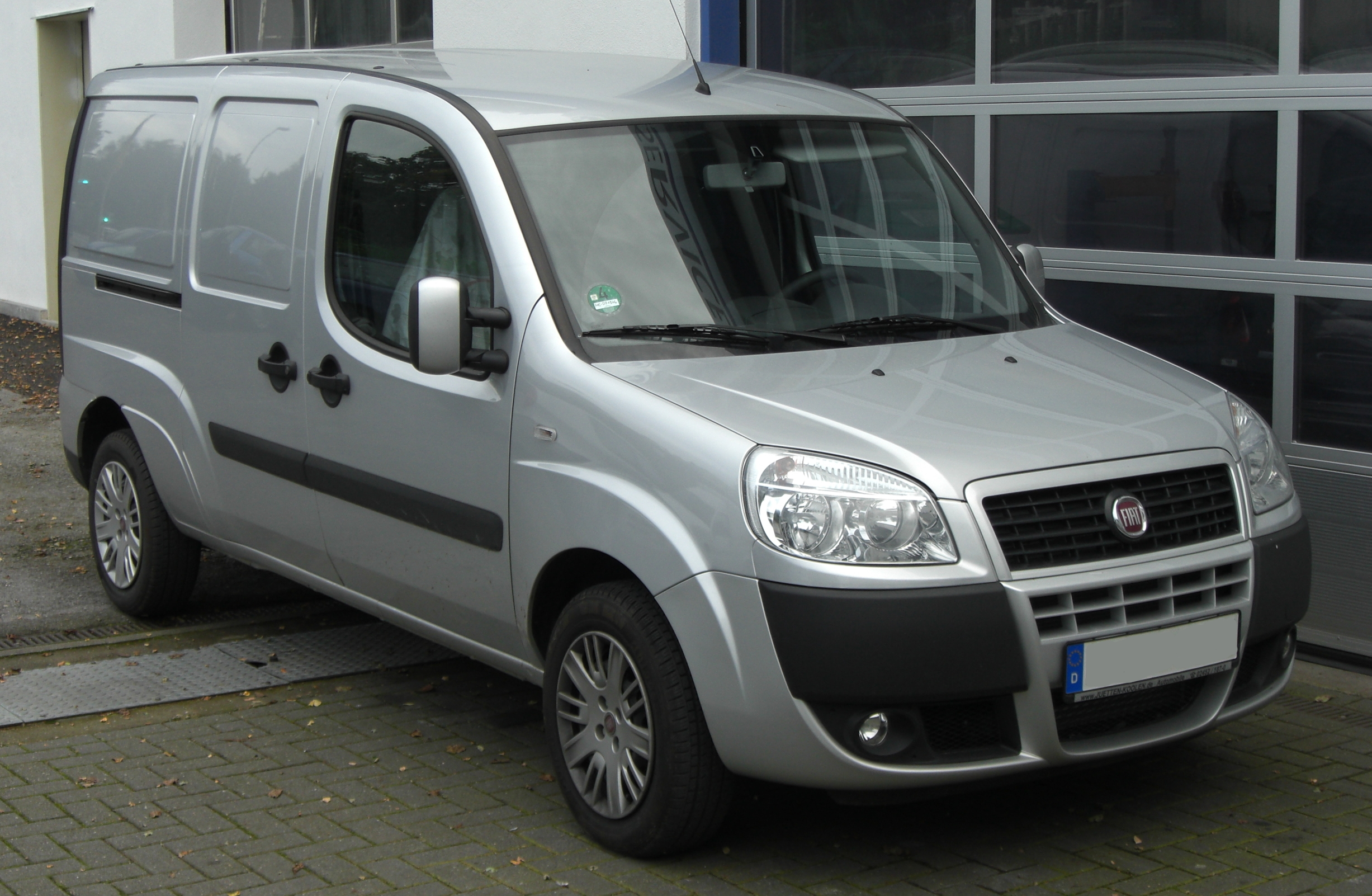
Fiat Doblò met verlengde wielbasis
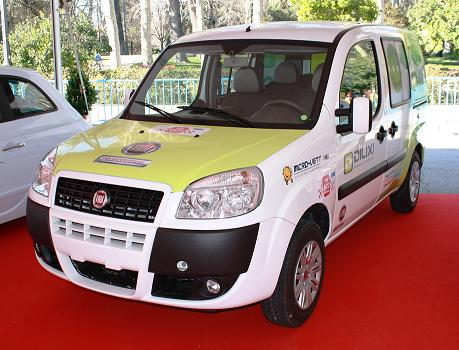
Fiat Doblò Electric
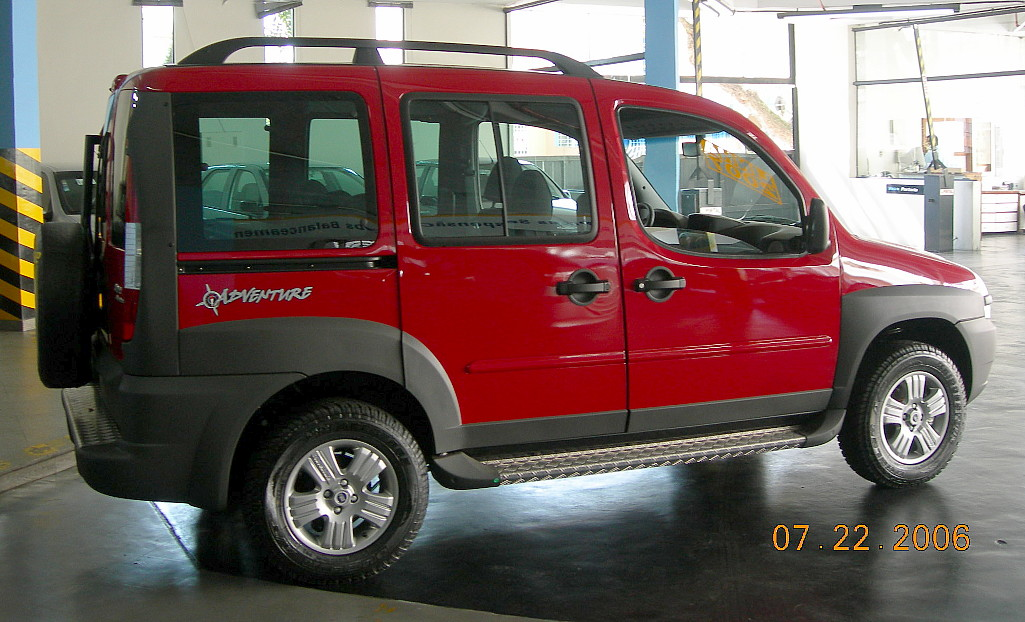
Fiat Doblò Adventure (Brazilië)

### Braziliaanse Doblò
De eerste generatie werd in 2010 opgevolgd door een volledig nieuw model maar in Brazilië bleef de oer-Doblò in nagenoeg ongewijzigde vorm nog te koop. In het voorjaar van 2003 introduceerde Fiat in Brazilië een offroad-versie (4x2) genaamd Doblò Adventure met een viercilinder lijnmotor met 1800 cc. Deze uitvoering had grotere bumpers, verhoogde bodemvrijheid en het reservewiel was aan de buitenzijde aan de achterkant bevestigd.
Eind 2017 stopte ook de productie van de eerste generatie in Minas Gerais.

## Tweede generatie (2009-2023)
De tweede generatie werd in Europa in 2010 geïntroduceerd. De Doblò II wordt vervaardigd door Tofaş in Turkije en maakt gebruik van het "Gammaplatform SCCS" dat gezamenlijk is ontwikkeld door General Motors en Fiat. De Doblò II wordt ook middels badge-engineering als Vauxhall en Opel Combo verkocht, daarnaast wordt het model op de Noord-Amerikaanse markt als Ram ProMaster City verkocht.
De Doblò II is uitgerust met drie verschillende Multijet-dieselmotoren van de tweede generatie en een benzinemotor, die ook verkrijgbaar is als bifuel (aardgas en benzine, 1,4-liter turbo, 88 kW). Voor de benzinemotor en de kleine diesel vindt de krachtoverbrenging plaats door middel van een 5-versnellingsbak, terwijl de twee sterkere diesels over zes versnellingen beschikken. Naast de personenautoversie met vijf of zeven zitplaatsen is ook een model met hoog dak beschikbaar.
Sinds september 2011 biedt Fiat de Doblò Cargo Work Up aan, een pick-up.

### Facelift 2015
In 2015 presenteerde Fiat het facelift-model. Naast enkele verbeteringen op het gebied van uitrusting en verbruik, is vooral de geluidsreductie verbeterd en werd, als een extra optie, een derde rij zitplaatsen geïntroduceerd. Als een nieuwe variant van de Fiat Doblò werd de Trekking geïntroduceerd. Dit is een variant met outdoor-styling.

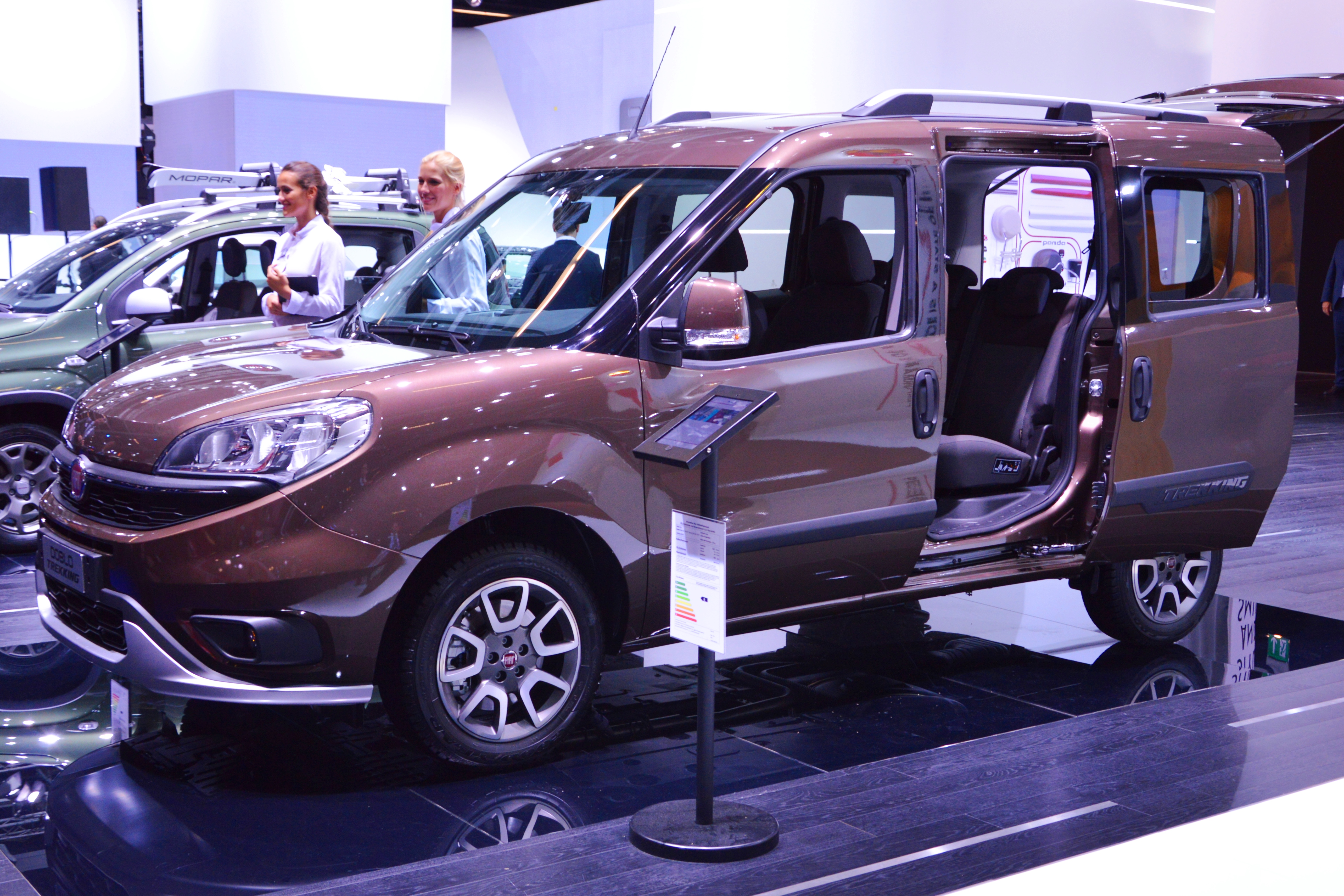
Fiat Doblò Trekking

## Derde generatie (2022-heden)
De derde generatie werd in 2022 uitgebracht als een rebadgede versie van de derde generatie Citroën Berlingo, de derde generatie Peugeot Partner, de vijfde generatie Opel Combo en de eerste generatie Toyota Proace City. De ludospace-variant wordt uitsluitend als elektrische E-Doblò aangeboden, de bestelwagen-variant is ook verkrijgbaar met een benzine- of dieselmotor. Het model wordt in het Spaanse Vigo gebouwd, evenals in de Stellantis Mangualde-fabriek in het Portugese Mangualde.

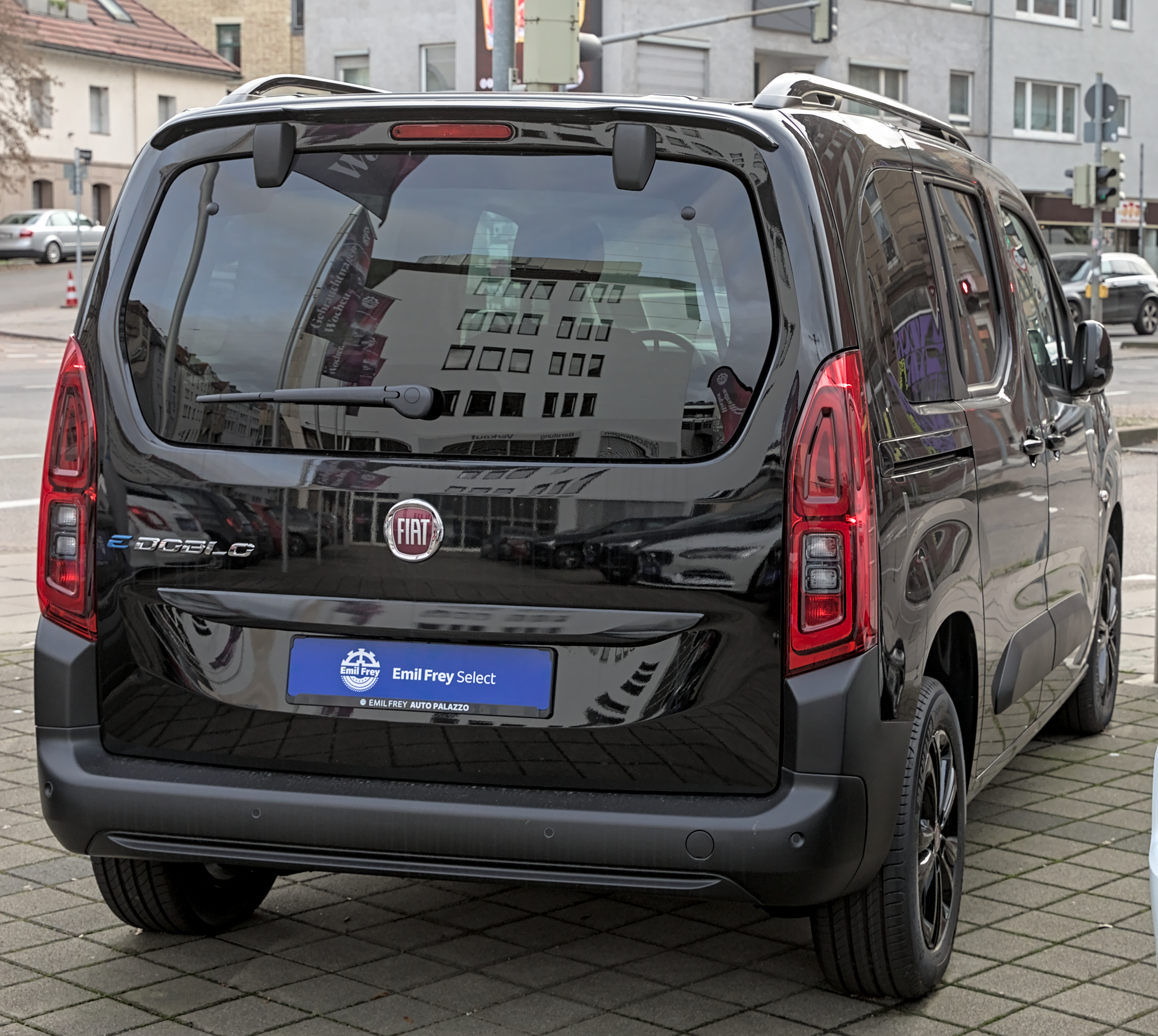
Fiat E-Doblò (ludospace), achteraanzicht
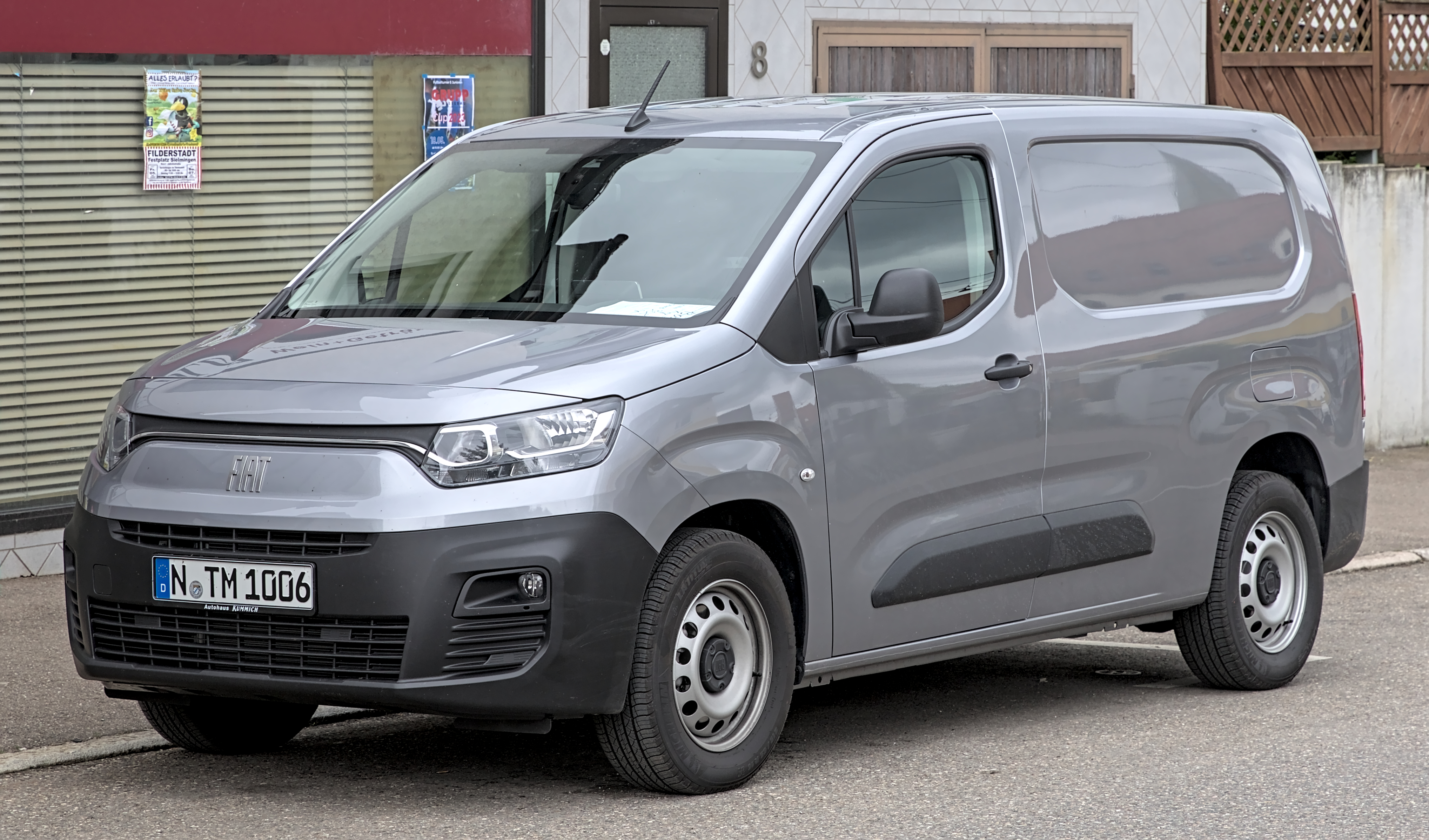
Fiat Doblò (bestelwagen)
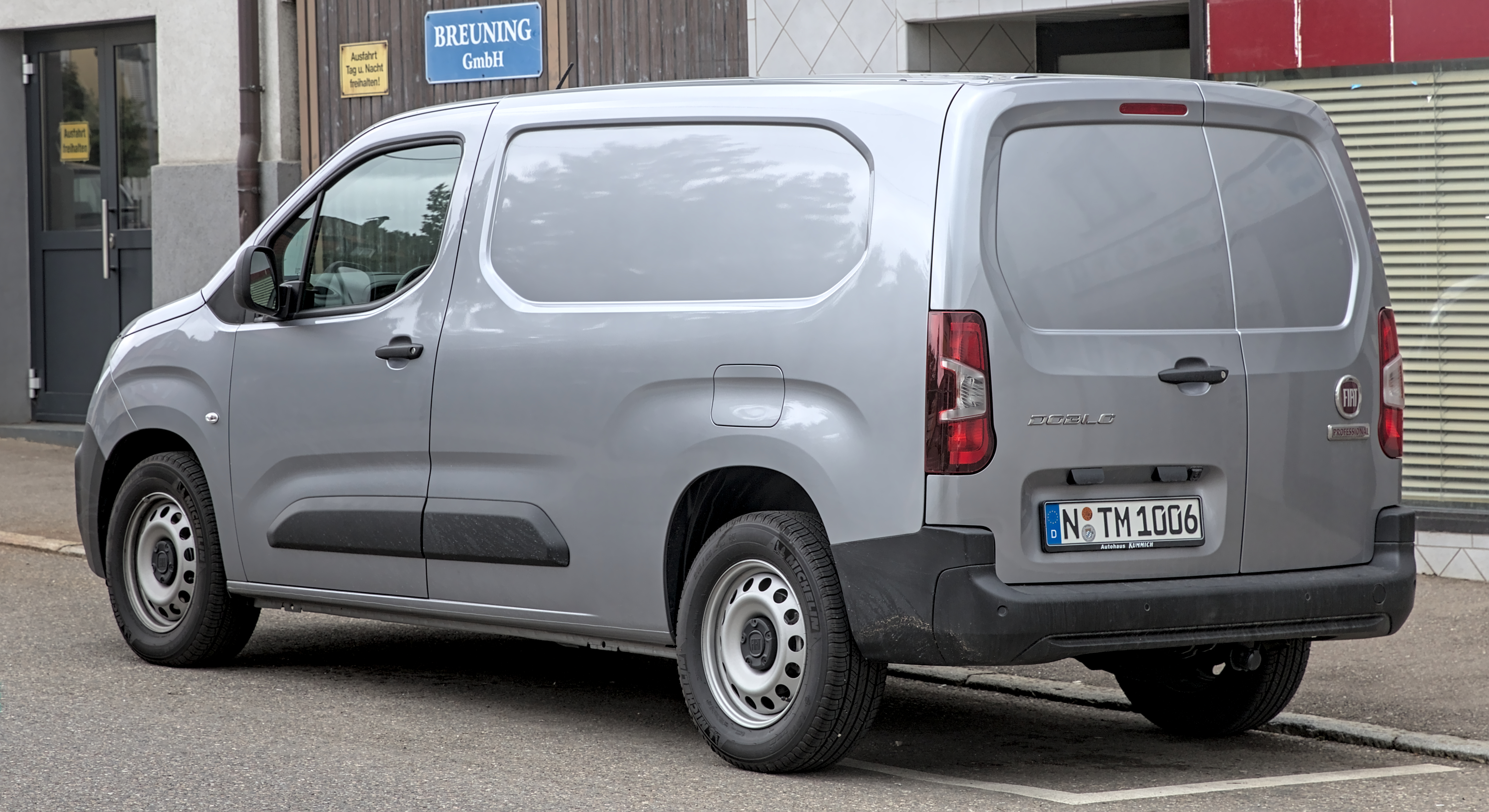
Fiat Doblò (bestelwagen), achteraanzicht
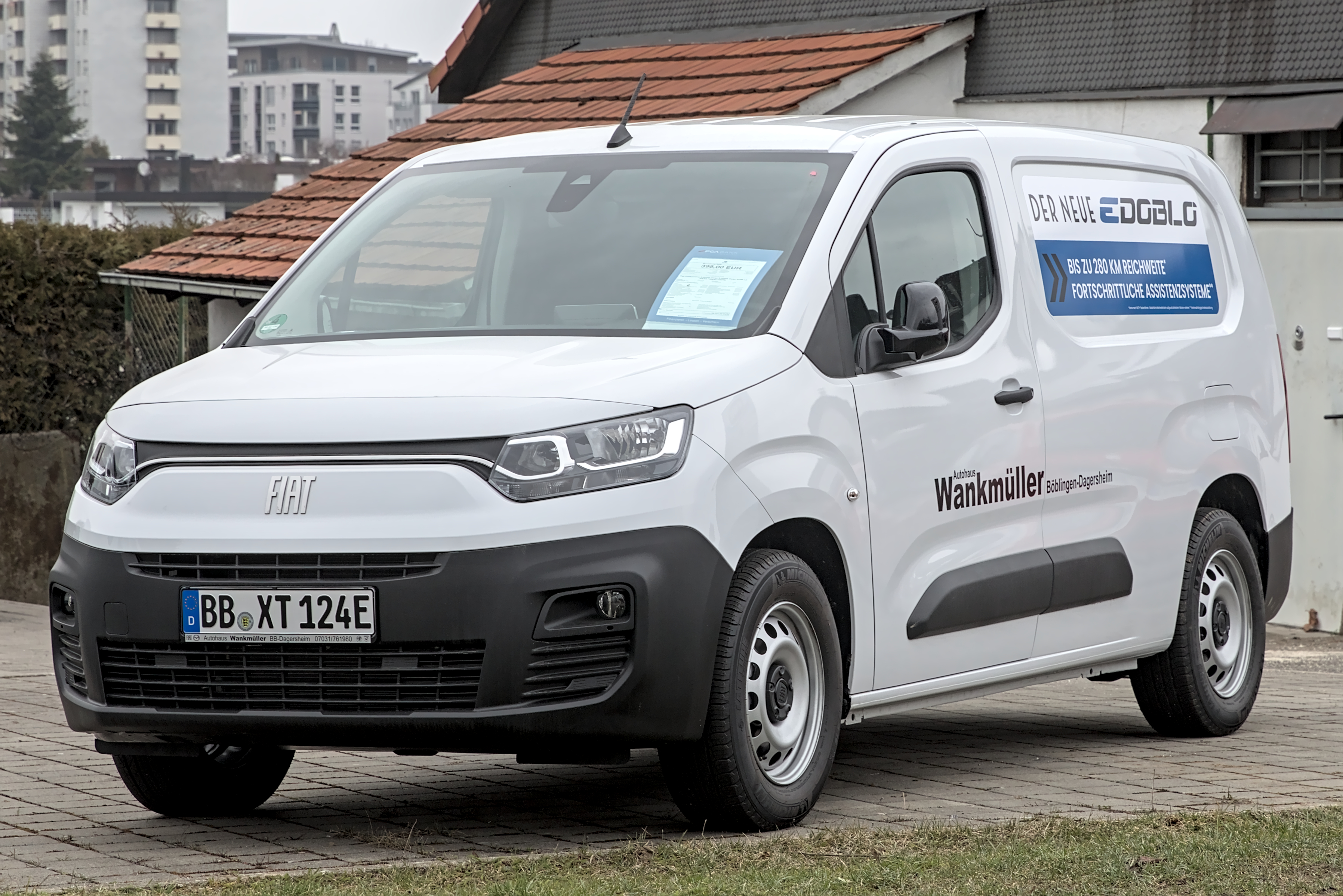
Fiat E-Doblò (bestelwagen)

Huidige modellen: 
124 Spider ·
500 ·
500e ·
500L ·
500X ·
600 ·
Aegea ·
Argo ·
Cronos · 
Doblò · 
Ducato ·
Fiorino ·
Fullback ·
Linea ·
Palio · 
Panda · 
Punto · 
Qubo ·
Scudo · 
Siena ·
Strada ·
Tipo · 
Ulysse
Historische modellen na de Tweede Wereldoorlog: 
124 · 
125 · 
126 · 
127 · 
128 · 
130 · 
131 · 
132 · 
133 · 
147 · 
148 · 
242 ·
500 ·
600 · 
600 Multipla · 
850 · 
1100 · 
1200 · 
1300/1500 · 
1400/1900 · 
1800/2100 · 
2300 · 
Albea ·
Argenta · 
Barchetta · 
Bianchina ·
Bravo · 
Brío · 
Campagnola · 
Cinquecento · 
Coupé · 
Croma · 
Dino · 
Duna · 
Elba ·
Fiorino ·
Freemont ·
Grande Punto ·
Idea ·
Marea · 
Marengo · 
Mod 5 · 
Multipla · 
Oggi · 
Panorama · 
Penny · 
Prêmio · 
Regata · 
Ritmo · 
Sedici ·
Seicento · 
Spazio · 
Stilo ·
Talento · 
Tempra · 
Tipo · 
Turbina · 
Uno · 
Vivace · 
X1/9
Historische modellen voor de Tweede Wereldoorlog: 
1 · 
1T · 
10 HP · 
12 HP · 
24 HP · 
2B Torpedo · 
4 HP · 
501 · 
502 · 
503 · 
505/507 · 
508 · 
509 · 
510/512 · 
514 · 
515 · 
518 · 
519 · 
520 · 
521 · 
522 · 
524 · 
525 · 
527 · 
60 HP · 
70 · 
801 · 
1100 · 
1500 · 
2800 · 
Brevetti · 
Laundolet · 
Modello O · 
Tipo 2 · 
Tipo Torpedo · 
Topolino · 
Zero